# Молино Векио (Асти)
Молино Векио је насеље у Италији у округу Асти, региону Пијемонт.
Према процени из 2011. у насељу је живело 124 становника. Насеље се налази на надморској висини од 133 м.